# 鲍戈德
鲍戈德，是匈牙利佐洛州所辖的一个村，总面积16.37平方公里，总人口1360，人口密度83.1人/平方公里（2010年1月1日）。